# Demonax olei
Demonax olei là một loài bọ cánh cứng trong họ Cerambycidae.